# Odontochilus uniflorus
Odontochilus uniflorus är en orkidéart som först beskrevs av Carl Ludwig von Blume, och fick sitt nu gällande namn av Henrik Aerenlund Pedersen och Paul Ormerod. Odontochilus uniflorus ingår i släktet Odontochilus och familjen orkidéer. Inga underarter finns listade i Catalogue of Life.